# Spectroscopie de rezonanță magnetică nucleară
Spectroscopia de rezonanță magnetică nucleară (spectroscopia RMN) este o tehnică spectroscopică bazată pe fenomenul de rezonanță magnetică nucleară des folosită în chimie, chimie fizică, medicină nucleară, biofizică și inginerie nucleară pentru determinarea structurii diverșilor compuși chimici. În biochimie, folosește la determinarea structurii proteinelor, fiind singura tehnică destinată determinării structurii proteinelor în soluție (condiții mult mai apropiate de cele native) sau în imagini diagnostice medicale sau radiologice pentru determinarea caracteristicilor fizico-anatomice a unor organe sau țesuturi, caz în care tehnica se numește imagistică prin rezonanță magnetică (IRM).